# 皮赛地区穆捷
皮赛地区穆捷（法語：Moutiers-en-Puisaye，法語發音：[mutje ɑ̃ pɥizɛ] ⓘ）是法国勃艮第-弗朗什-孔泰大区约讷省的一个市镇，属于欧塞尔区。

## 地理
皮赛地区穆捷（47°36'36"N, 3°10'33"E）面积31.42 平方千米，位于法国勃艮第-弗朗什-孔泰大區约讷省，该省份为法国中北部内陆省份，西接卢瓦雷省，西北接塞纳-马恩省，南至涅夫勒省，东临科多尔省，东北与奥布省接壤。
与皮赛地区穆捷接壤的市镇（或旧市镇、城区）包括：皮赛地区圣索沃尔、皮赛地区圣阿芒、龙谢尔、圣法尔若、皮赛地区圣、特雷尼-佩勒斯-圣科隆布。

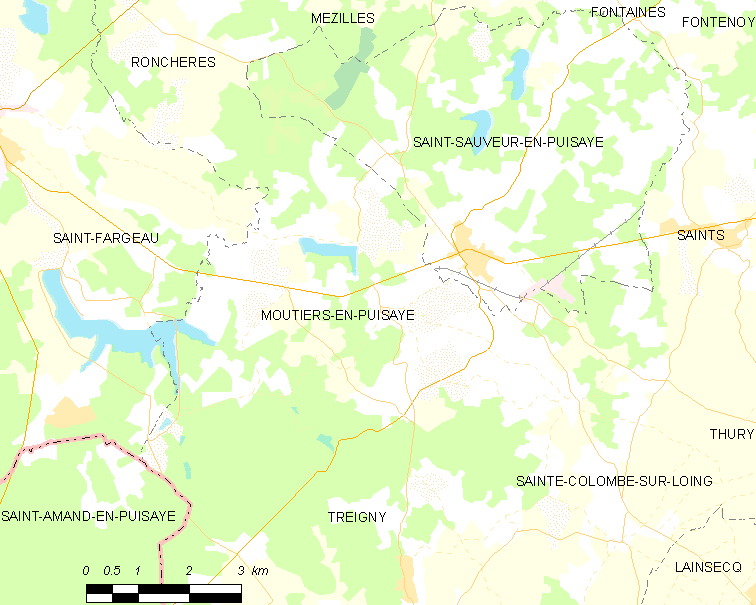
皮赛地区穆捷的OSM定位图

皮赛地区穆捷的时区为UTC+01:00、UTC+02:00（夏令时）。

## 行政
皮赛地区穆捷的邮政编码为89520，INSEE市镇编码为89273。

## 政治
皮赛地区穆捷所属的省级选区为万塞勒县。

## 人口

1962-2008年间皮赛地区穆捷人口变化图示

皮赛地区穆捷于2022年1月1日时的人口数量为270人。